# موسى الكوني
موسى الكوني سياسي ليبي من مواليد عام 1965 من مدينة غات يشغل منصب نائب رئيس المجلس الرئاسي في ليبيا منذ فبراير 2021. شغل سابقا نفس المنصب بالإضافة لمنصب نائب رئيس مجلس الوزراء في حكومة الوفاق الوطني بين عامي 2016 و 2017.

## حياته السياسية
كان قنصل ليبيا العام في مالي منذ 2005 م، قبل أن يستقيل إبان الثورة بعدما طلب منه القذافي تجنيد شباب من الطوارق ضد الثورة الليبية. بعد ذلك انضم موسى الكوني إلى الثورة الليبية وسافر إلى بنغازي، ليلتحق بالمجلس الوطني الانتقالي، ثم انتخب عضوا في المؤتمر الوطني العام، ومن بعده مجلس النواب، وعند تشكيل المجلس الرئاسي عام 2016 م اختير كأحد ممثلي الجنوب في المجلس الرئاسي برئاسة فائز السراج.